# 塘沽駅 (中国国鉄)
座標: 北緯39度01分46秒 東経117度39分40秒 / 北緯39.029534度 東経117.661228度
塘沽駅（とうこ-えき）は中華人民共和国天津市浜海新区にある中国国鉄北京鉄路局が管轄する駅である。

## 利用可能な鉄道路線
中華人民共和国鉄道部（中国国鉄）
津山線
津浜都市間鉄道

## 駅周辺
- 鉄路青年旅館
- 隆盛花園
- 塘沽区博才小学
- 車站北路

## 歴史
- 1888年 - 開業。

## 隣の駅
中国国鉄
津山線
軍糧城駅 - 塘沽駅 - 北塘駅
津浜都市間鉄道
軍糧城北駅 - 塘沽駅 - 于家堡駅